# Monte Gundabad
Dentro del legendarium creado por el escritor J.R.R. Tolkien, el monte Gundabad es una montaña en el norte de la Tierra Media, ubicada sobre las montañas Nubladas (Hithaeglir), muy cerca del punto de acercamiento entre éstas y las montañas Grises. Este monte tenía significación especial para los enanos, pues según sus tradiciones allí se había producido el despertar de Durin, el mayor de la raza y padre de los enanos barbiluengos, es decir, el pueblo de Durin, y de allí "el Inmortal" se dirigió al sur para fundar Khazad-dûm. También fue el lugar donde los Enanos “(…)solían celebrar “Asambleas de Delegados…,”  con representantes de todas las Casas, para tratar asuntos importantes para la raza. 
Durante la Primera y la Segunda Edad del Sol, el monte Gundabad estuvo bajo el dominio territorial de los enanos de Moria, aunque cada vez costaba más mantenerlo por las permanentes incursiones de los orcos sobre las montañas Nubladas, que comenzaron a infestarlas desde la caída de Beleriand; por lo que parece claro que el pueblo de Durin mantuvo una importante guarnición durante muchos siglos en las cavernas del Monte. 
En la Tercera Edad el dominio enano en el norte de Rhovanion cedió a la presión de los orcos, sobre todo a partir de la instalación de Sauron en Dol Guldur, época en la que los orcos se multiplicaron aceleradamente en las montañas Nubladas. Todo esto se vio agravado con la fundación de Angmar por parte del Rey Brujo. Fue en algún momento entre el 1300 y 2000 TE cuando los orcos se establecieron definitivamente en Gundabad, haciendo del monte su capital. En las sucesivas guerras entre orcos y enanos fue una constante la lucha por el control del monte Gundabad, hasta que los orcos terminaron por apoderarse de aquel estratégico enclave.
Según Tolkien, el nombre del monte era “(…)un nombre Khuzdûl en un origen…” probablemente formado por la palabra Gundu, que significa “Salón Subterráneo”, radicales G-N-D.